# Ali Sarı
Ali Sarı (Beyşehir, 24 novembre 1986) è un taekwondoka turco.

## Palmarès
- Europei

Manchester 2012: bronzo negli 87 kg;
Baku 2014: bronzo negli 87 kg.